# EF-478
A EF-478 é uma ligação ferroviária em bitola larga (1,60 m), com 33 km de extensão, localizada no município de São Paulo. Ela liga a Estação Jurubatuba á Estação Evangelista de Souza, no entrocamento com a Linha Mairinque-Santos, no início da descida da Serra do Mar.

## História
O ramal foi projetado pela Estrada de Ferro Sorocabana, para encurtar a distância entre o centro de São Paulo e Santos, tendo sido construído entre 1952 e 1957, interligado ao ramal Mairinque-Santos. Originalmente, os trens que atendiam a Linha Sul saíam da Estação Júlio Prestes, no centro de São Paulo, e iam até o extremo sul na Estação Evangelista de Souza, no entroncamento com a Mairinque-Santos. 
Com o crescimento da região sul do município de São Paulo na segunda metade do século XX, o ramal passou a ser utilizado principalmente por trens de subúrbio no tranporte de passageiros, em grande parte da sua extensão. O ramal continha diversas paradas intermediárias, muitas desativadas ao longo dos anos 1970, e outras substituídas por grandes estações posteriormente.

## Operação
O trecho inicial da linha entre a estação Estação Jurubatuba e a Estação Varginha, está em operação como Linha 9–Esmeralda do Trem Metropolitano de São Paulo. 
Em 1996, o trecho entre a Estação Varginha e a Estação Evangelista de Souza foi concedida para a empresa Ferrovia Bandeirantes S/A, pela RFFSA. Em maio de 2004, já como América Latina Logística S/A, a empresa retirou totalmente os trilhos deste trecho que foi desativado.